# 68e cérémonie des Primetime Creative Arts Emmy Awards
La 68e cérémonie des Primetime Creative Arts Emmy Awards, organisée par l'Academy of Television Arts and Sciences, aura lieu les 10 et 11 septembre 2016 à Los Angeles et récompensera les meilleurs techniciens de la télévision (publique et câblée) américaine en primetime au cours de la saison 2015-2016 (du 1er juin 2015 au 31 mai 2016).
La cérémonie est annexe à la cérémonie principale des Primetime Emmy Awards, qui aura lieu une semaine plus tard, le 18 septembre 2016.

## Nominations

### Programmes

#### Meilleur programme pour enfants
- Dog with a Blog (Disney Chanel)
- Le Monde de Riley (Disney Chanel)
- It's Your 50th Christmas, Charlie Brown! (ABC)
- Nick News with Linda Ellerbee (Nickelodeon)
- Rock Academy (Nickelodeon)

#### Meilleur special de divertissement
- Adele Live in New York City (NBC)
- Amy Schumer: Live a the Apollo (HBO)
- The Kennedy Center Honors (CBS)
- The Late Late Show Carpool Karaoke Prime Time Special (CBS)
- Lemonade (HBO)

#### Meilleure série d'information
- Anthony Bourdain: Parts Unknown (CNN)
- L'Actors Studio (Bravo)
- Star Talk with Neil deGrasse Tyson (National Geographic Channel)
- The Story of God with Morgan Freeman (National Geographic Channel)
- Vice (HBO)

#### Meilleure série documentaire
- American Masters (PBS)
- Chef's Table (Netflix)
- Making a Murderer (Netflix)
- The Seventies (CNN)
- Woman with Gloria Steinem (Viceland)

#### Meilleur spécial documentaire
- Becoming Mike Nichols (HBO)
- Everything Is Copy - Nora Ephron: Scripted & Unscripted (HBO)
- Listen To Me Marion (Cinemax)
- Mapplethorpe: Look at the Pictures (HBO)
- What Happened, Miss Simone? (Netflix)

#### Meilleur programme d'animation
- Archer, épisode The Figgis Agency (FX)
- Bob's Burgers, épisode The Horse Rider-er (Fox)
- Phinéas et Ferb, épisode Last Day of Summer (Disney XD)
- Les Simpson, épisode Halloween d'horreur (Fox)
- South Park, épisode You're Not Yelping (Comedy Central)

#### Meilleur programme court d'animation
- Adventure Time, épisode Hall of Egress (Cartoon Network)
- Les Supers Nanas, épisode Once Upon a Townsville (Cartoon Network)
- Robot Chicken, épisode Robot Chicken Christmas Special: The X-Mas United (Adult Swim)
- Bob l'éponge, épisode Company Picnic (Nickelodeon)
- Steven Universe, épisode The Answer (Cartoon Network)

### Performances

#### Meilleur acteur invité dans une série dramatique
- Hank Azaria pour le rôle de Ed Cochran dans Ray Donovan
- Reg E. Cathey pour le rôle de Freddy Hayes dans House of Cards
- Mahershala Ali pour le rôle de Remy Danton dans House of Cards
- Michael J. Fox pour le rôle de Louis Canning dans The Good Wife
- Paul Sparks pour le rôle de Thomas Yates dans House of Cards
- Max von Sydow pour le rôle du corbeau à trois yeux dans Game of Thrones

#### Meilleure actrice invitée dans une série dramatique
- Margo Martindale pour le rôle de Claudia dans The Americans
- Ellen Burstyn pour le rôle d'Elizabeth Hale dans House of Cards
- Allison Janney pour le rôle de Margaret Scully dans Masters of Sex
- Laurie Metcalf pour le rôle de Sarah Marsh dans Horace and Pete
- Molly Parker pour le rôle de Jackie Sharp dans House of Cards
- Carrie Preston pour le rôle d'Elsbeth Tascioni dans The Good Wife

#### Meilleur acteur invité dans une série comique
- Peter Scolari pour le rôle de Tad Horvath dans Girls
- Larry David pour le rôle du présentateur dans Saturday Night Live
- Tracy Morgan pour le rôle du présentateur dans Saturday Night Live
- Martin Mull pour le rôle de Bob Bradley dans Veep
- Bob Newhart pour le rôle d'Arthur dans The Big Bang Theory
- Bradley Whitford pour le rôle de Magnus Hirschfeld dans Transparent

#### Meilleure actrice invitée dans une série comique
- Tina Fey et Amy Poehler dans les rôles des coprésentatrices dans Saturday Night Live
- Laurie Metcalf pour le rôle de Mary dans The Big Bang Theory
- Christine Baranski pour le rôle du Dr Beverly Hofstadter dans The Big Bang Theory
- Melissa McCarthy pour le rôle de présentatrice dans Saturday Night Live
- Amy Schumer pour le rôle de présentatrice dans Saturday Night Live
- Melora Hardin pour le rôle de Tammy Cashman dans Transparent

#### Meilleur doublage
- Seth MacFarlane pour les rôles de Peter Griffin, Stewie Griffin, Brian Griffin, Glenn Quagmire, Dr Hartman, Tom Tucker et M. Spacely dans Les Griffin
- Keegan-Michael Key pour les rôles du ranger américain et de Sergent Agony dans SuperMansion
- Trey Parker pour le rôle d'Eric Cartman dans South Park
- Chris Pine pour les rôles de Dr Devizo et Robo-Dino dans SuperMansion
- Matt Stone pour les rôles de Craig Tucker, Tweek et Thomas Tucker dans South Park

#### Meilleure narration
- Keith David pour Jackie Robinson
- Adrien Brody pour Breakthrough, épisode Decoding the Brain
- David Attenborough pour Life Story, épisode First Steps
- Laurence Fishburne pour Racines
- Anthony Mendez pour Jane the Virgin, épisode Chapter Thirty-Four

### Casting

#### Meilleur casting dans une série dramatique
- Game of Thrones (HBO)
- Downton Abbey (PBS)
- House of Cards (Netflix)
- Mr. Robot (USA)
- Orange Is the New Black (Netflix)

#### Meilleur casting dans une série comique
- Modern Family (ABC)
- Silicon Valley (HBO)
- Transparent (Amazon)
- Unbreakable Kimmy Schmidt (Netflix)
- Veep (HBO)

#### Meilleur casting dans une mini-série, un téléfilm ou un special
- Fargo (FX Networks)
- Grease: Live! (Fox)
- Racines (History)
- The Night Manager : L'Espion aux deux visages (AMC)
- The People v. O.J. Simpson: American Crime Story (FX Networks)

### Générique

#### Meilleur générique
- Jessica Jones (Netflix)
- Narcos (Netflix)
- Le Maître du Haut Château (Amazon)
- The Night Manager : L'Espion aux deux visages (AMC)
- Vinyl (HBO)

### Musique

#### Meilleure musique dans une série
- Chris Bacon pour Bates Motel (A&E)
- Duncan Thum pour Chef's Table (Netflix)
- Paul Leonard-Morgan pour Limitless (CBS)
- Sean P. Callery pour Minority Report (Fox)
- Mac Quayle pour Mr. Robot (USA)
- Abel Korzeniowski pour Penny Dreadful (Showtime)